# Башкин, Александр Давыдович
Александр Давыдович Башкин (род. 10 июня 1962) — российский государственный и политический деятель, представитель от исполнительного органа государственной власти Астраханской области в Совете Федерации ФС РФ (2016—2024), член Комитета Совета Федерации по конституционному законодательству и государственному строительству. Член партии «Единая Россия», член Президиума регионального политического совета партии. 
Из-за поддержки российско-украинской войны — под санкциями 27 стран ЕС, Великобритании, США, Канады, Швейцарии, Австралии, Украины, Новой Зеландии.

## Биография
Александр Башкин родился 10 июня 1962 года в городе Астрахань, Астраханская область. В 1985 году окончил Астраханский государственный медицинский университет по специальности врач-лечебник. В 1995 году окончил Волгоградскую академию государственной службы по специальности государственный (муниципальный) служащий. В 2005 году окончил Международный юридический институт при Министерстве юстиции Российской Федерации по специальности юрист.
Кандидат медицинских наук, защитил диссертацию в аспирантуре Астраханского государственного медицинского института имени А. В. Луначарского.
В 1990 году был избран депутатом Астраханского областного Совета народных депутатов от областного комитета ВЛКСМ, затем вошёл в состав малого Совета. 
С 1993 года занимал должности исполнительного директора областного Фонда социальной поддержки населения, председателя правления Фонда.
С 1998 по 2011 год три раза избирался депутатом Астраханского областного Представительного Собрания, депутатом Думы Астраханской области, член партии «Единая Россия» . 
В 1999 году баллотировался на выборах Госдуму РФ III созыва по списку блока Союза правых сил, однако избран не был. 
В 2007 повторно выдвигался Государственную думу РФ V созыва по списку СПС, избран не был.
4 декабря 2011 года был избран депутатом Думы Астраханской области пятого созыва, председателем комитета Думы по государственному строительству, законности и правопорядку и член комитета Думы по здравоохранению и социальному развитию.
27 сентября 2016 года решением администрации Астраханской области делегирован в Совет Федерации. Является членом Комитета Совета Федерации по конституционному законодательству и государственному строительству. В сентябре 2019 года полномочия подтверждены до сентября 2024 года.

## Семья
Женат, имеет двоих детей.

## Награды
За заслуги в профессиональной деятельности награждён:
- Медаль ордена «За заслуги перед Отечеством» II степени (27 февраля 2020) — за большой вклад в развитие парламентаризма и активную законотворческую деятельность[8].
- медалью ордена «За заслуги перед Астраханской областью»;
- почётными грамотами Министерства труда и социального развития Российской Федерации, Губернатора Астраханской области, Государственной Думы Астраханской области и мэра города Астрахань.
- Почетной грамотой Совета Федерации Федерального собрания Российской Федерации
- Почетной грамотой Государственной Думы Федерального собрания Российской Федерации